# 레이크 (미국의 밴드)
레이크(영어: Lake)는 미국의 인디 팝 밴드이다. 카툰 네트워크의 만화 《어드벤처 타임》의 닫는 곡인 "Christmas Island"로 알려져 있다. 해당 곡은 레이크의 세번째 음반인 《Let's Build a Roof》에 수록되었다.

## 음반 목록
- 《Lake》 (2007)
- 《Oh, The Places We'll Go》 (2008)
- 《Let's Build a Roof》 (2009)[1]
- 《Giving and Receiving》 (2011)
- 《Circular Doorway》 (2013)
- 《The World is Real》 (2013)